# 大岭下桥头
大岭下桥头位于中国浙江省宁波市鄞州区东吴镇画龙村周家岙自然村，无桥名，俗称下桥头，大岭即玉泉岭，建于明代，南北向横跨岭上小溪，为单孔两墩乱石拱桥，长7.2米，桥宽2.9米，矢高3.87米，横跨6.55米，桥面厚0.6米，由卵石铺就，2010年9月公布为鄞州区文物保护单位。